# Eugène Dadi
Eugène Dadi (* 20. August 1973 in Abidjan, Elfenbeinküste) ist ein ehemaliger ivorischer Fußballspieler. Er bestritt insgesamt 122 Spiele in der französischen Ligue 1, der österreichischen Bundesliga, der schottischen Premier League und der Schweizer Super League. Er spielte auf der Position des Stürmers.

## Karriere

### Beginn der Laufbahn
Nachdem Dadi seine Jugendzeit in der Akademie des FC Sochaux verbracht hatte, absolvierte er 1989 seine ersten Profieinsätze beim französischen Verein Stade Lavallois. Nachdem ihn 1992 mit dem Tod seines Vaters ein Schicksalsschlag ereilte, pausierte er zwei Jahre lang.

### Wandervogel in Europa
Nach seiner Rückkehr in den Profi-Sport bei LASK Linz wechselte er 2001 zum FC Aberdeen. Dort lieferte er zwar nur magere Leistungen, avancierte aber wegen seines Nachnamens, den die Fans zum Gesang von „Who's yer, who's yer, who's yer fuckin' Dadi.“ (eine im englischen gebräuchliche Redensart) nutzten, zum Publikumsliebling.
Nach 33 Spielen für Aberdeen wechselte er über Livingston zu den Tranmere Rovers, für die er über 80 Spiele bestritt, was für ihn bisher die meisten bei einer Station sind. Es folgen zwei weniger erfolgreiche Jahre bei Nottingham Forest und Notts County.

### Wechsel außerhalb der EU
Ab 2006 spielte Dadi bei Hapoel Akko in Israel, von denen er zwei Jahre später in die A-League zu Perth Glory wechselte. Auch hier etablierte er sich schnell; die Fans kopierten die Aberdeener Fangesänge. Mit Nikita Rukavytsya bildete er das gefährlichste Sturmduo der Liga. Im Januar wechselte er auf Leihbasis zum liechtensteinischen Klub FC Vaduz.

## Sonstiges
Er besitzt ein eigenes Modelabel, huge.n, und war in Österreich zwei Jahre lang als Schauspieler tätig.